# Convento Asturicense

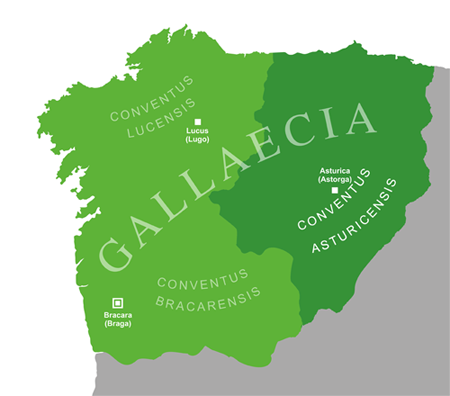
Convento Asturicense

O Convento Asturicense (em latim: Conventus Asturicensis) foi uma entidade administrativa romana situada no noroeste da Península Ibérica, que fiz parte da Galécia, cujo limite sul era o rio Douro. O nome tem origem na capital e cidade mais importante Astúrica Augusta (atual Astorga). Sabe-se pela obra de Plínio, o Velho que o convento tinha 22 povos num total de 240 mil pessoas livres.